# Suffragette City
Suffragette City är en låt av David Bowie som ursprungligen spelades in till hans album The Rise and Fall of Ziggy Stardust and the Spiders from Mars från 1972 men även släpptes som singel 1976 (även om den hade varit B-sida till Starman och Young Americans). Innan Bowie spelade in låten var det tänkt att Bowie skulle ge bort låten till Mott the Hoople om de skulle fortsätta spela ihop, men gruppen vägrade och spelade in All the Young Dudes istället. Sången finns med i TV-Spelet Rock Band från 2007.

## Medverkande
- David Bowie sång, gitarr
- Mick Ronson gitarr, piano
- Trevor Bolder elbas
- Mick Woodmansey trummor